# Ezelenbok
Ezelenbok is een Nederlands bier van hoge gisting.
Het bier wordt gebrouwen in opdracht van de Stichting Noord-Hollandse Alternatieve Bierbrouwers (SNAB) te Purmerend in De Proefbrouwerij te Hijfte, België.
Het is een roodbruin bier, type dubbelbock met een alcoholpercentage van 7,5% (16,9° Plato). Ezelenbok is tevens het basisbier van IJsbok, waarbij door de “vriesmethode” het alcoholpercentage verhoogd wordt.

## Prijzen
- European Beer Star 2010 – Brons in de categorie German Style Dunkler Bock
- Lekkerste bokbier van Nederland 2001, 2002, 2005
- Australian International Beer Awards 2009 – Zilver in de categorie 01A Bock e.a.
- Derde plaats in de "Beste Bockbier Competitie 2012" tijdens het PINT Bokbierfestival 2012.